# Lê Hùng Mạnh
Lê Hùng Mạnh là một sĩ quan cấp cao trong Quân đội nhân dân Việt Nam, hàm Trung tướng. Ông nguyên là Chính ủy Bộ Tư lệnh Thủ đô (2008–2015).

## Thân thế và sự nghiệp
Ông quê tại Xuân Đài, Xuân Trường, Nam Định.
Năm 2008, bổ nhiệm giữ chức Chính ủy Bộ Tư lệnh Thủ đô.
Tháng 6 năm 2015, ông nghỉ chờ hưu.
Thiếu tướng (2010), Trung tướng (2014)